# Contaduría General de Propios, Arbitrios y Bienes de Comunidad de Nueva España

## Contaduría General de Propios, Arbitrios y Bienes de Comunidad de Nueva España
La Contaduría general de propios, arbitrios y bienes de comunidad de la Nueva España fue una institución encargada de inspeccionar, evaluar y corregir las cuentas públicas de los ayuntamientos de ciudades, villas y pueblos novohispanos. Su origen se remonta al año de 1768 durante la visita general de José de Gálvez. Formó parte de una red de contadurías de rentas tales como las contadurías de alcabalas, azogues, tributos, entre otros. Dicho conjunto de oficinas contables y cajas reales conformaron la estructura básica de la Real Hacienda.

## Antecedentes
Desde inicios del siglo XVIII, la casa de Borbón llevó a cabo un programa de reformas económicas con el fin de incrementar las rentas tanto de la península como de sus posesiones ultramarinas. Estas modificaciones generalmente conocidas como reformas borbónicas, tuvieron el fin de hacer más eficientes los ingresos reales al tiempo que permitieron financiar guerras contra las principales potencias militares de la época como Francia e Inglaterra.
Desde el primer tercio del siglo XVIII (1713-1716, 1718-1720) se llevaron a cabo diversos intentos reformistas dentro de las tesorerías locales a partir de la instauración de juntas dirigidas a la administración de las rentas de los municipios. Otros proyectos importantes fueron la creación de la Real Junta de Baldíos y Arbitrios (1738) y la implementación de Juntas de Arbitrios en la península.
Durante el reinado de Fernando VI se buscó unificar la administración de los propios y arbitrios a través de la actuación del marqués de Ensenada. Hacia 1745 se elaboró una instrucción real que mandó llevar las cuentas de los propios y arbitrios del reino. Fue hasta el año de 1760 cuando se consolidó el proyecto de reforma hacia las tesorerías de los cuerpos políticos locales con la creación de la Contaduría General de Propios y Arbitrios de la península. La actuación de esta institución contable pudo apoyarse a través de contadurías provinciales y las juntas de propios y arbitrios de los cabildos.

## José  de Gálvez y el establecimiento de la Contaduría general de propios, arbitrios y bienes de comunidad en Nueva España
A mediados de la década de 1760, el visitador general José de Gálvez impulsó una serie de modificaciones económico administrativas en la Nueva España con el objetivo de continuar con el programa reformista iniciado en la península. Entre estas medidas, Gálvez ordenó la creación de una Contaduría General de Propios, Arbitrios y Bienes de Comunidad (similar a la instaurada en Madrid) encargada de revisar y poner orden a las haciendas de las ciudades y villas del reino, pero también contempló las cajas de comunidad de los pueblos de indios.
El marco jurídico de actuación de la Contaduría se encontraba en un documento elaborado por Gálvez y expedido el 7 de abril de 1768, conocido como Instrucción formada para la visita y reconocimiento de los propios, arbitrios y bienes de comunidades de las ciudades, villas y lugares de esta gobernación y distrito de la Real Audiencia de México, conforme a las ordenes del Rey que en este punto me tiene dadas y las institución con que se arreglaron por su real resolución en los dominios de España.
La Contaduría debía solicitar un estado general de los propios, arbitrios y bienes de comunidad de los cabildos novohispanos, con el fin de conocer el origen de las rentas, los sujetos fiscalizados y el destino que se daba a los recursos. De esta manera, al interior de la Audiencia de México, inició un proceso de rendición de cuentas, en materia fiscal, por parte de las corporaciones políticas locales hacia un órgano superior y que se encontraba bajo la vigilancia directa de la Hacienda Real. El objetivo no sólo era averiguar el estado en que se hallaban las haciendas municipales, sino también, hacer más eficiente la vigilancia sobre la actuación de los cabildantes en el manejo del erario local. En adelante la Contaduría General y, en consecuencia, la Corona española, regularía el gasto de las tesorerías locales.
El primer informe financiero del estado de las haciendas locales novohispanas se presentó en 1771 cuando Benito Linares detalló los ingresos y gastos de algunas de las poblaciones de la Audiencia de México, tales como la propia Ciudad de México, Puebla, Veracruz, Oaxaca, Pátzcuaro, Zacatecas, Valladolid, Guanajuato y la villa de Córdoba.

### La Contaduría general de Propios y la Ordenanza de Intendentes (1786)
A través de la promulgación de la Real Ordenanza de Intendentes de 1786, la Contaduría general de propios, arbitrios y bienes de comunidad tuvo como instancia de autoridad superior la Junta Superior de Real Hacienda. A partir de estos años, la elaboración, vigilancia y envío de los informes ya no estaría a cargo de los regidores y alcaldes mayores, sino que pasaría a manos de los intendentes y subdelegados, encargados de supervisar el proceso y de mantener el buen funcionamiento de los cabildos y tesorerías locales.